# La Vie des Français sous l’Occupation
La Vie des Français sous l'Occupation est un livre d'Henri Amouroux publié en 1961.

## Résumé
En juillet 1940, après l'armistice, il faut occuper les 100 000 garçons de 20 ans qui viennent d'être convoqués pour le service militaire : ce sont les groupements de jeunesse par camps de 2 500 ; ils abattent des arbres ou travaillent dans les fermes. À Dunkerque, 82 % des maisons ont été détruites. En novembre 1941, 60 % des habitants couchent encore dans les caves. En novembre 1942, les allemands envahissent la zone libre, les familles se déchirent, c'est la guerre civile. Les premiers maquis datent de début 1943. À partir de février 1944, les Anglais parachutent des armes.